# 알렉산더 드레이먼
알렉산더 드레이먼(Alexander Dreymon, 1983년 2월 7일 ~ )은 독일의 남자 배우이다.

## 출연 작품
- 호라이즌 라인 (2020)
- 라스트 킹덤 (2015)